# اوروگراند (نیومکزیکو)
اوروگراند (به انگلیسی: Orogrande) یک منطقهٔ مسکونی در ایالات متحده آمریکا است که در نیومکزیکو واقع شده‌است. اوروگراند ۵۲ نفر جمعیت دارد.